# Carychium
Carychium ist eine Gattung winziger, landlebener Schnecken die zu den Zwerghornschnecken (Carychiidae) innerhalb der Lungenschnecken (Pulmonata) gezählt werden. Aufgrund ihrer geringen Größe, werden sie auch (nicht-systematisch) als Mikrogastropoden bezeichnet.

## Merkmale
Die rechtsgewundenen Gehäuse sind max. nur 2,5 mm groß (hoch) und 1,5 mm breit. Sie sind hochkonisch bis spindelförmig und haben eine glatte bis spiral-gerippte Oberfläche. Sie sind weißlich bis farblos durchscheinend. Typische taxonomische Merkmale umfassen das Verhältnis Gehäusehöhe zu -breite, die Anzahl der Windungen, das Ausmaß an Rippung und die Form und Position des inneren Columellarwirbels. Die schalenmorphologischen Merkmale zeigen ein gewisses Maß an innerartlicher Variation und scheinen nicht immer klar zwischen verschiedenen Arten abgrenzen zu können.
Zwerghornschnecken sind saisonale Hermaphroditen, jedoch ist die Begattung einseitig. Ein Tier fungiert als Männchen (in der ersten Lebensphase), ein Tier als Weibchen (in der späteren Lebensphase). Bei dem Partner, der bei der Begattung als Weibchen fungiert, bildet sich der Penis zurück. Die Eier haben einen Durchmesser von ca. 0,4 mm und sind damit bei einer Größe von ca. 2 mm sehr groß. Bis zu vier Generationen können pro Jahr gebildet werden.

## Geographische Verbreitung, Lebensraum und Lebensweise
Die Arten der Gattung Carychium sind holarktisch verbreitet. In der Paläarktis reicht das Verbreitungsgebiet von Westeuropa bis nach Japan. Auf den amerikanischen Kontinenten reicht das Verbreitungsgebiet von Kanada bis nach Panama. Die meisten Arten wurden für Europa, Nordamerika und Südostasien (Japan) beschrieben.
Die Zwerghornschnecken kommen in dauerhaft feuchten Lebensräumen wie Sümpfen, Feuchtwiesen, Auwäldern und den Uferbereichen von Gewässern vor. Sie leben in der (permanent feuchten) Laubstreu, in oder auf Totholz und zwischen Uferpflanzen von der Ebene bis in die Gebirge. Carychium Populationen sind auch aus asiatischen, europäischen und nordamerikanischen Höhlen bekannt. Aufgrund ihrer unterirdischen Lebensweise, wurde in der Mammoth Cave in den USA die Art Carychium stygium beschrieben.

## Taxonomie und Systematik
Das Taxon Carychium wurde 1773 von Otto Friedrich Müller aufgestellt. Typusart der Gattung ist Carychium minimum Müller, 1774 durch Monotypie. Zu beachten ist dabei, dass O. F. Müller die Typusart C. minimum ein Jahr nach Einführung des Genus Carychium in der Wissenschaft veröffentlichte. Von manchen Autoren wird das Taxon auch in Untergattungen gegliedert:
- Carychium (Carychium) Müller, 1774 (rezent und fossil)
- Carychium (Saraphia) Risso, 1826 (rezent und fossil)
- Carychium (Carychiella) Strauch, 1977 (nur fossil)
- Carychium (Carychiopsis) Sandberger, 1872 (nur fossil)

Eine Gliederung der rezenten Arten in Carychium und Saraphia konnte molekular nicht bestätigt werden und sollte verworfen werden. Eine molekulare Bestätigung fand allerdings die auf ökologischen und morphologischen Kriterien basierende Abgrenzung zur rein unterirdisch vorkommenden Schwestergruppe Zospeum.
Anhand von morphologischen Merkmalen werden derzeit der Gattung etwa 30 rezente Arten zugeordnet. Die genetische Untersuchung einer Vielzahl der Arten aus dem gesamten Verbreitungsgebiet der Gattung erbrachte eine hohe Zahl (50 %) an morphologisch unentdeckten Evolutionslinien (oder Arten). Insbesondere weitverbreitete Morphoarten zeigten eine hohe innerartliche genetische Variabilität. In malakologisch wenig erforschten Regionen der Welt (z. B. Zentralasien) sind weitere Neuentdeckungen zu erwarten.
- Gattung Zwerghornschnecken (Carychium O.F. Müller, 1773)[7]
  - Carychium achimszulci Stworzewicz, 1999,[11] Miozän
  - Carychium antiquum Braun, 1843, Aquitanium, Miozän[12]
  - †Carychium apathyi Gaál, 1911,[12] Sarmatium, Miozän
  - Carychium arboreum Dourson, 2012[13]
  - Carychium belizeense Jochum & Weigand, 2017[14]
  - †Carychium berellense Laubrière & Carez, 1880,[12] Sparnacium, Paläozän
  - †Carychium bermudense Gulick, 1904,[12] Pliozän
  - †Carychium bigeminatum (Deshayes, 1863),[12] Thanetium, Paläozän
  - Carychium biondii Paulucci, 1882
  - Carychium boysianum Benson, 1864[15]
  - Carychium carinatum Haufen, 1858[16]
  - †Carychium cholnokyi Gaál, 1911,[12] Sarmatium, Miozän
  - Carychium clappi Hubricht, 1959
  - Carychium costaricanum Von Martens, 1898
  - †Carychium cylindroides Staadt, 1913,[12] Thanetium, Paläozän
  - Carychium cymatoplax Pilsbry, 1901
  - †Carychium dhorni (Deshayes, 1863),[12] Thanetium, Paläozän
  - †Carychium euboicum Schütt, 1988,[11] Miozän
  - †Carychium eumicrum Bourguignat, 1857,[11] Aquitanium, Tortonium, Sarmatium, Miozän
  - Carychium exiguum (Say, 1822)
  - Carychium exile H. C. Lea, 1842
  - †Carychium fischeri Boettger, 1903,[12] Chattium, Oligozän
  - Carychium floridanum Clapp, 1918
  - Carychium gibbum (Sandberger, 1875)[17]
  - †Carychium gracile Sandberger, 1875,[11] Miozän
  - Carychium hachijoensis Pilsbry, 1902
  - Carychium hardiei Jochum & Weigand, 2017[14]
  - Carychium hellenicum Bank & Gittenberger, 1985
  - †Carychium hypermeces Cossmann, 1889,[12] Sparnacium, Paläozän
  - Carychium ibazoricum Bank & Gittenberger, 1985
  - Carychium indicum Benson, 1849
  - †Carychium interferens (Deshayes, 1863),[12] Thanetium, Sparnacium, Paläozän
  - Carychium jardineanum (Chitty, 1853)
  - Carychium javanum von Möllendorff, 1897[18]
  - Carychium lederi O. Boettger, 1880
  - Carychium loheri von Möllendorff, 1898[19]
  - †Carychium majus Boettger, 1870,[12] Burdigalium, Miozän
  - Carychium mariae Paulucci, 1878
  - Carychium mexicanum Pilsbry, 1891
  -  ?†Carychium michaudi (Boissy, 1848),[12] Thanetium, Paläozän
  - †Carychium michelini (Boissy, 1846),[12] Thanetium, Paläozän
  - Bauchige Zwerghornschnecke (Carychium minimum O. F. Müller, 1774)[8]
  - Carychium minusculum Gredler, 1887
  - †Carychium moenanum Wenz, 1917,[12] Chattium, Oligozän
  - Carychium nannodes G. H. Clapp, 1905
  - †Carychium nincki Cossmann, 1913,[12] Bartonium, Eozän
  - Carychium nipponense Pilsbry & Hirase, 1904
  - Carychium noduliferum Reinhardt, 1877
  - †Carychium nouleti Bourguignat, 1857,[12] Miozän/Pliozän
  - Carychium occidentale Pilsbry, 1891
  - †Carychium pachychilus Sandberger, 1875,[12] Plaisancium, Miozän
  - Carychium paganettii Zimmermann, 1925
  - Carychium panamaense Jochum, 2018[20]
  - Carychium pessimum Pilsbry, 1902
  - †Carychium pseudotetrodon Strauch, 1977,[11] Miozän
  - †Carychium puisseguri Truc, 1972,[21] Pliozän
  - Carychium pulchellum Freyer 1855,[22]
  - †Carychium quadridens (Andreae, 1884),[12] Lutetium, Eozän
  - †Carychium remiensis (Boissy, 1848),[12] Thanetium, Sparnacium, Paläozän
  - †Carychium rhenanum Strauch, 1977,[11] Pliozän
  - Carychium riparium Hubricht, 1978
  - †Carychium sandbergeri Handmann, 1887,[12] Miozän/Pliozän
  - †Carychium schlickumi Strauch, 1977,[23] Miozän/Pliozän
  - †Carychium schwageri Reuss, 1868,[11] Miozän
  -  ?Carychium sianicum Caziot, 1910, subrezent
  - Carychium sibiricum Gerstfeldt, 1859
  - †Carychium sparnacense Deshayes, 1863,[12] Paläozän
  - †Carychium starobogatovi Steklov, 1966,[23] Miozän/Pliozän
  - Carychium stygium Call, 1897
  - †Carychium suevicum Boettger, 1877,[11] Miozän
  - †Carychium surai Stworzewicz, 1999,[11] Astaracium, Miozän
  - †Carychium tetrodon (Paladilhe, 1873),[12] Thanetium, Paläozän
  - Carychium thailandicum Burch & Panha, 1998
  - Carychium tianmushanense Chen, 1992
  - Schlanke Zwerghornschnecke (Carychium tridentatum (Risso, 1826))
  - †Carychium vindobonense (Handmann, 1882),[12] Pontium, Pliozän
  - Carychium zarzaae Jochum & Weigand, 2017[14]

Besonders viele fossile Formen sind bisher nur wenig bekannt.

## Belege